# Фундаментальний край поглинання
Фундаментальний край поглинання - частотний діапазон в спектрах поглинання напівпровідників та діелектриків, в якому основний вклад в поглинання вносять переходи між валентною зоною та зоною провідності. 
Коефіцієнт поглинання поблизу фундаментального краю визначається дисперсією зон і пропорційний густині станів. Здебільшого ця залежність має вигляд: 
{\displaystyle \alpha \propto {\sqrt {\hbar \omega -E_{g}}}},
де {\displaystyle \alpha } - коефіцієнт поглинання, {\displaystyle \omega } - частота світла, {\displaystyle \hbar } - зведена стала Планка, {\displaystyle E_{g}} - ширина забороненої зони. 
При переходах між валентною зоною і зоною провідності утворюється електрон-діркова пара, тобто вільні частинки: електрон провідності та дірка. Вільні частинки можуть давати вклад в електричний струм, що призводить до фотопровідності напівпровідника або діелектрика. 
Частота {\displaystyle \omega _{g}=E_{g}/\hbar } є найменшою частотою для якої можливе міжзонне поглинання. Загалом при частотах, менших від частоти краю поглинання для діелектрика або напівпровідника існує область прозорості. В цій області речовина прозора. Для діелектриків на зразок кварцу або скла область прозорості простягається на весь видимий діапазон. Напівпровідники на зразок кремнію прозорі в інфрачервоному діапазоні, оскільки маю порівняно малу ширину забороненої зони. 

## Поглинання світла на частотах, нижчих за край поглинання
Незважаючи на те, що при менших частотах квант світла не має достатньої енергії для збудження переходу із валентної зони в зону провідності, кристали поглинають і на цих частотах, хоча менш інтенсивно. 
При частотах, менших за частоту фундаментального краю поглинання можливе збудження квазічастинок, які не дають вкладу в електричний струм - екситонів. Екситон - зв'язаний стан електрона й дірки. Зв'язок здійснюється за рахунок кулонівського притягання між ними. Енергія збудження екситона менша від ширини забороненої зони на енергію зв'язку. 
Частково край поглинання розмивається за рахунок процесів, при яких поглинання кванту світла супроводжується також поглинанням фонона - коливання кристалічної ґратки. Енергія такого кванта світла може бути меншою від ширини забороненої зони на енергію фонона. 
Нарешті, в кристалах з домішками існують домішкові електронні стани, енергія яких лежить всередині забороненої зони. За рахунок таких станів чимало кристалів отримують забарвлення, залежне від типу домішок. 